# نور الصباح (مسلسل)
نور الصباح مسلسل تلفزيوني مصري من إخراج سمير سيف وبطولة ليلى علوي، هشام عبد الحميد، خالد الصاوي، إبراهيم يسري، ملك قورة، ندى بسيوني وألفت إمام.

## نبذه
"نور" مرشدة في شركة سياحة وتعيش مع ابنتها ويحاول طليقها انتزاع حضانة ابنته بتدبير المكائد لها، كذلك تتعرض نور لكثير من الأخطار من الارهابيين ومن تجار الآثار ويقف بجانبها حبيبها.

## طاقم العمل
- ليلى علوي بدور نور الصباح
- هشام عبد الحميد بدور ممدوح
- إبراهيم يسري بدور سالم
- ملك قورة بدور شمس
- ندى بسيوني بدور زيزي
- ألفت إمام بدور صفاء